# 이용진 (1985년)
이용진(李龍眞, 1985년 11월 18일~)은 대한민국의 개그맨이자 가수다.
SBS 특채 7기 개그맨으로서 2004년 SBS《웃음을 찾는 사람들》로 데뷔하였다. SBS 《웃찾사》의 코너인 '웅이아버지'로 활동하며 2008년 이진호, 양세찬과 웅이네로 앨범을 발매하며 가수로도 활동하였다. 2019년 4월 14일 7년간 교제한 비연예인 일반인 여자친구와 결혼식을 올렸다.
몇년 동안 군대에서 후임을 가장 많이 괴롭힐 것 같은 연예인을 뽑을 때 빠지지 않고 거론되는 연예인이지만, 최근 유튜브 인터뷰를 통하여 군생활을 매우 잘했으며, 후임들과의 교류도 굉장히 좋았던 반전사실이 있다.

## 방송

### 예능
- 《팔아야 귀국》(채널A)
- 《주주클럽》(KBS2)
- 《웃찾사 시즌 1》(SBS)
  - 왜이래(2005)
  - 언행일치 아빠 역(2006)
  - 거침없이 킥킥킥(2007)
  - 영숙아(2007~2008)
  - 웅이아버지 웅이&나레이션 역(2007~2009)
- 《코미디빅리그 시즌 2》(tvN)
  - 라이또 팀 게임폐인 예삐공주 역
- 《비틀즈 코드 시즌 2》(Mnet)
- 《캣츠 앤 독스》(tvN)
- 《와인드》 UP (XTM)
- 《칼라바》(MBC Every1)
- 《코미디빅리그 시즌 3》(tvN)
  - 《사생팬》 팬 많은 슈퍼스타 역
- 《양아치》
- 《쇼킹동영상 비주얼 서스펙트》(tvN)
- 《롤러코스터 시즌 3》(tvN)
- 《코미디빅리그 시즌 4》(tvN)
- 개불 팀(양세찬이용진)
  - 남조선 인민 통계 연구소 리용진 동무 역
- 개불 팀(양세찬 이용진 이진호)
  - (1회 편집) 골빈녀 역
  - 오글오글
  - 라임의 왕 MC스위스 스님스 목사님스 역
- 《누구세요?》(MBC Every1)
- 《코미디빅리그 시즌 5》(tvN)
  - 라임의 왕 목사님스 역
  - 래벨업 조종자 역
  - 캐스팅 한류스타 역
  - 코빅열차 용청천 역
  - 코빅법정 중2병, 락커 역
  - 투명인간 선생님 역
  - 상거지
  - 시그날
  - 크레이지
  - 2016 하녀
  - 그린 나이트
  - 진호를 위하여
  - 신기한 동물사전
  - 석포빌라 B02호
  - 마성의 나래 BAR
  - 이별여행사
  - 선다방
  - 가족 오락가락관
  - 수 카페
  - 이용진vs이상준
  - 썬데이 아메리카
  - 토끼사냥꾼
  - 용진호의 개그보충대
  - 연애 면허시험장 -강사
- 《켠김에 왕까지》(OGN)
- 《EBS 문화센터》(EBS)
- 《SNL 코리아 시즌 5》(tvN)
- 《한판만 시즌 3》(온게임넷) 미드캐리
- 《눈치왕》(tvN)
- 《타임 하우스》(코미디TV)
- 《코드 - 비밀의 방》(JTBC)
- 《어느날 갑자기 외.개.인》(KBS2)
- 《황금어장 라디오스타》(MBC)
- 《버스커즈 버스킹》(MBC Every1)
- 《노래싸움 - 승부》(KBS2)
- 《꿈스타그램》(JTBC)
- 《골목대장》(tvN)
- 《미스터리 음악쇼 복면가왕》(MBC) - 나는야 노래천체 태양계 <참가자>
- 《짠내투어》(tvN)
- 《연애의 맛》(TV조선)
- 《찰떡콤비》(JTBC)
- 《플레이어》(tvN)
- 《한끼줍쇼》(JTBC) - 147회(2019년 10월 16일)
- 《최자로드》(유튜브) - 20회 (2019년 11월 29일)
- 《친한 예능》(MBN, 2020년)
- 《오! 나의 파트,너》(MBC, 2020년)
- 《끼리끼리》(MBC, 2020년)
- 《핑거게임》(tvN, 2020년)
- 《너희가 힙합을 아느냐》(Mnet, 2020년)
- 《컴백홈》(KBS2, 2021년)
- 《런닝맨》(SBS)[1]
- 《튀르키예즈 온 더 블럭》(YouTube, 2021년)
- 《아바드림》(TV조선, 2022년)
- 《순정파이터》 (SBS, 2022년)
- 《배틀트립 2》 (KBS2, 2022년~2023년)
- 《일타강사》 (MBC, 2022년)
- 《결혼 말고 동거》 (채널A, 2023년)
- 《수학 없는 수학여행》 (SBS. 2023년)
- 《훅 까놓고 말해서》(MBC, 2023년)
- 《달려라 석진》(유튜브, 2025년)

### 드라마
- 2013년 tvN 월화드라마 《응답하라 1994》  - 표절곡 받는 남자 역(특별출연)
- 2015년 MBC 수목드라마 《앵그리맘》 - 택시기사 삼총사 역
- 《미생물》(tvN) - 한석율 역
- 2018년 MBC 주말연속극 《부잣집 아들》
- 2020년 MBC 수목드라마 《꼰대인턴》

### 광고
- 2022년 여기어때 (장기하, 민니, 마츠다 아키히로, 그렉, 파트리샤 욤비, 스테파니 미초바, 파비앙 코르비노와 함께 출연)

## 음반
- 웅이네 1집 <Only One>

-<T> 난 너 하나면 돼
-끌려
-한번만 더
- 웅이네 2집 <The 2nd Story>

-<T> 잘해줄게
-여름이 왔어
-못말려 정말
- 이용진 싱글 1집 <한마디 그리고 괜찮은걸까>

-<T> 한마디
-<T> 괜찮은걸까
- 트리플악셀 1집

-<T> 싹
- 플레이어 <showmetheplay>

-<T> 술이야 (feat.별,nafla)

## 수상
- 2006년 SBS 코미디대상 실험정신상
- 2007년 SBS 방송연예대상 코미디신인상
- 2008년 SBS 방송연예대상 코미디 부문 최우수상
- 2008년 제9회 대한민국 영상대전 개그맨 부문 포토제닉상
- 2012년 제6회 Mnet 20's Choice 20's 개그 캐릭터상
- 2022년 제58회 백상예술대상 남자 예능인상
- 2022년 제1회 청룡 시리즈 어워즈 티르티르 인기스타상